# فلائینگ پیجن
فلائینگ پیجن (انگلیسی: Flying Pigeon) شرکت دولتی دوچرخه‌سازی چینی است، که در سال ۱۹۵۰ تأسیس شد.